# Dulapul
Dulapul (în poloneză Szafa) este o colecție de trei nuvele de scriitoarea poloneză Olga Tokarczuk. A apărut în 1998 la editura Ruta din Wałbrzych.

## Cuprins
- Dulapul
- Numere
- Deus Ex